# Вэнь-гун (Цзинь)
Цзиньский Вэнь-гун (697—628 годы до н. э.), урождённый Чунъэр (буквально «Двойные Уши») — наследник царского дома Цзинь в Период Вёсен и Осеней истории Китая. Известно, что он пережил длительный период изгнания из своего царства, прежде чем, наконец, была восстановлена его власть (правление в 636—628 годах до н. э.), и быстро привёл Цзинь к гегемонии над другими китайскими государствами своего времени. Он является фигурой в многочисленных китайских легендах, в которых также говорится о его верном придворном Цзе Чжи-туе, чья смерть, как говорят, вдохновила Китай на Праздники холодной пищи и Цинмин.

## Имена
Вэнь-гун — это посмертный титул, дарованный ему как часть его семейного почитания предков. Буквально это означает Культурный герцог Цзинь. Настоящее имя Вэнь-гуна было Чунъэр. Его клановое имя было Цзи.

## Жизнь

### Молодость
Принц Чунъэр родился у цзиньского Сян-гуна в 697 году до н. э. Комментарии Цзо отмечают, что «его рёбра срослись вместе», что является признаком силы и лидерства. Среди сводных братьев Чунъэра были Шэньшэн и Сици. В то время как Шэньшэн был первоначальным наследным принцем, в более поздние годы Сян-гун отдавал предпочтение наложнице Ли Цзи, которая вместо этого желала, чтобы её сын Сици стал наследником. Таким образом, она замышляла дискредитировать Шэньшэна перед его отцом, что в конечном итоге привело к самоубийству Шэньшэна в 656 году до н. э.

### Скитания
Это событие привело к гражданской войне в Цзине, известной как Беспорядки Ли Цзи, когда Сян-гун возглавил несколько кампаний против своих сыновей, вынудив их бежать из Цзиня. Со свитой способных людей, включая Чжао Цуя, Ху Яня, Вэй Чоу (魏犨), Цзя То (賈佗), Сянь Чжэня (先軫) и Цзе Чжитуя, Чунъэр бежал на север. В 651 году до н. э. после того, как смерть Сян-гуна привела к кризису престолонаследия, Чунъэру было предложено вернуться в Цзинь и принять герцогство, но он отказался; вместо этого трон перешёл к его сводному брату Иу, который стал цзиньским Хуэй-гуном.
В 644 году до н. э. после неудачных покушений Хуэй-гуна Чунъэр переехал в государство Ци. Он оставался там до очередного кризиса престолонаследия в Ци в 639 году до н. э., после чего он бежал сначала в царство Цао, затем в царства Сун, Чжэн, Чу и, наконец, в царство Цинь. За этот 19-летний период изгнания Чунъэр приобрёл престиж и талантливых последователей; дама иностранного царского двора однажды заметила: «Когда я смотрю на последователей принца Цзинь, каждый из них достоин быть премьер-министром государства».
В 636 году до н. э. после смерти Хуэй-гуна Му-гун сопроводил Чунъэра обратно в Цзинь с армией, и Чунъэр был назначен герцогом Цзинь.

### Герцог Цзинь
Вэнь-гун предпринял несколько крупных реформ военных и гражданских институтов государства, отчасти для того, чтобы заполнить пробелы, возникшие ранее в результате резни герцогского дома. Они включали формирование трёхармейской системы с верхней, средней и нижней армией, каждой из которых командовали генерал и генерал-лейтенант. Государство ещё больше укрепилось за счёт множества способных лидеров, которых Вэнь-гун собрал во время своих странствий, которым были предоставлены высшие военные и правительственные посты.
С этой армией, а также со своим значительным авторитетом Вэнь-гун смог поглотить многие государства вокруг Цзинь, значительно увеличив его размеры, а также подчинив других как вассалов; его вассальные государства включали Цао, на которое он напал в отместку за грубое обращение с ним во время изгнания. В то же время он занял политическую позицию поддержки двора Восточного Чжоу и чжоуского Сян-вана. Когда в 635 году до н. э. Сян-ван был свергнут и изгнан своим братом, Вэнь-гун возглавил коалицию государств, которая восстановила его как вана.
В то же время Вэнь-гун также сопротивлялся расширению царства Чу на север; конфликт двух царств в основном разыгрывался между более мелкими царствами, которые находились между их территориями и заключали союзы с тем или иным царством. В 633 году до н. э. царство Чу вторглось в царство Сун, которое было союзником Цзинь; Вэнь-гун возглавил свою коалицию, в которую вошли войска Цинь, Ци и Сун, и одержал решающую победу над войсками Чу в битве при Чэнпу в 632 году до н. э. Эта битва сдерживала северную экспансию Чу на десятилетия, одновременно укрепляя позиции Вэнь-гуна; в следующем году он созвал большую коалицию правителей в Цзяньту и был утверждён в качестве гегемона над другими царствами, став одним из Пяти гегемонов.
Вэнь-гун умер в 628 году до н. э., и ему наследовал его сын Сян-гун; его сын также унаследовал гегемонию, которая оставалась с царством Цзинь почти столетие.

## Легенды

### Приказ армии отступить на тришэ
Когда Чунъэр остался при дворе царства Чу, царь Чу устроил для него банкеты и хорошо с ним обращался. Во время одной трапезы он спросил Чунъэра, как тот собирается погасить этот долг. Чунъэр ответил, что, если Цзинь и Чу встретятся на поле боя в будущем, он прикажет своим войскам отступить на три шэ (кит. 舍) или около 30 км (20 миль). После того, как Чунъэр был восстановлен на своём троне циньским гуном, он действительно встретился с Чу в битве. Помня о своём обещании, он приказал своим людям отступить на три шэ. Однако он воспользовался случаем, чтобы заманить Цзыюя (командира царства Чу) в засаду в Чэнпу и тем самым выиграл битву.

### Праздник холодной пищи

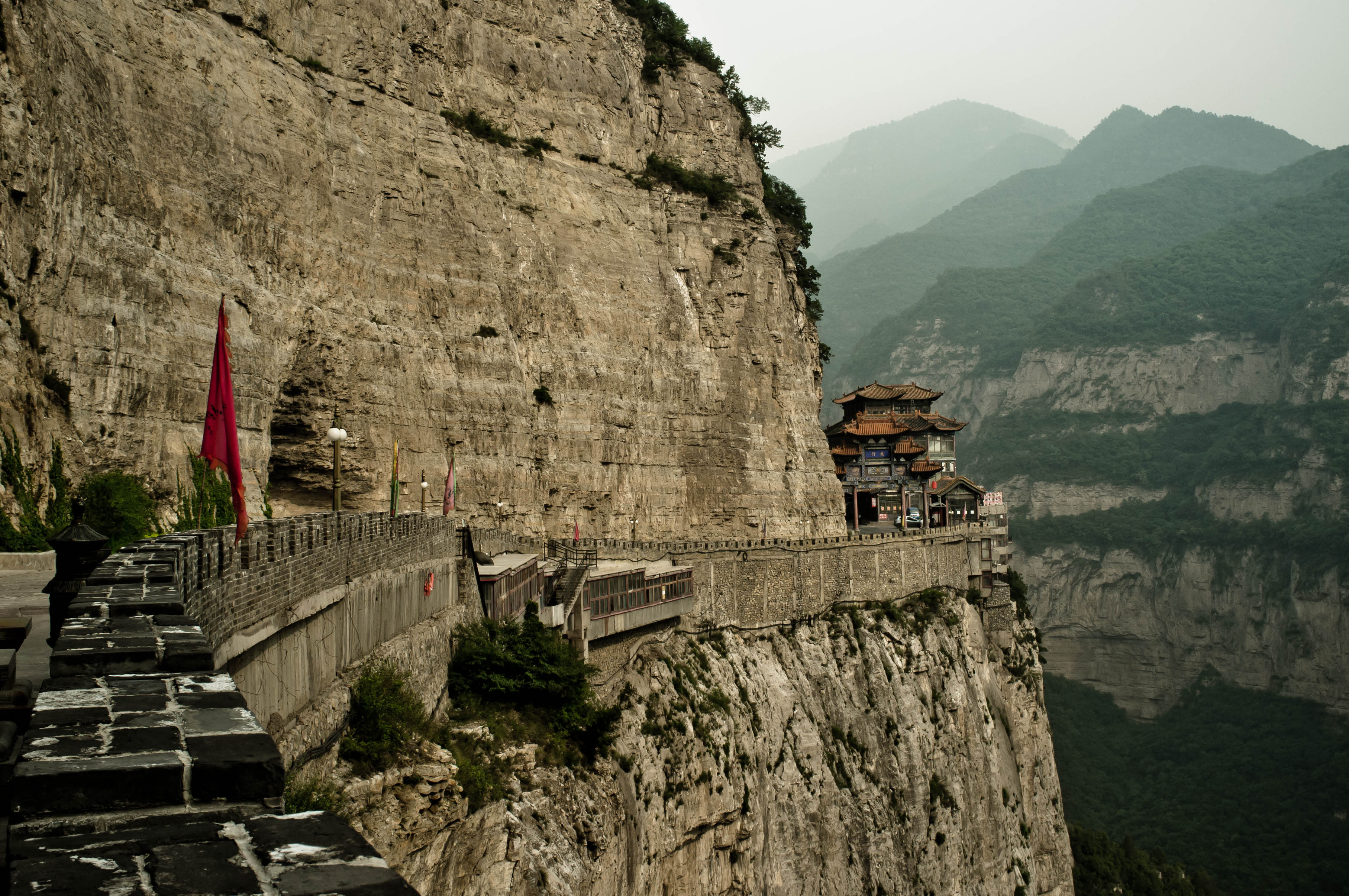
Гора Мянь недалеко от Цзесю (провинция Шаньси), предполагаемого места, где Чунъэр совершил сожжение
Цзе Чжитуя и его матери.

Счета о Чунъэре и его вассале и музыканте Цзе Чжитуе или Цзытуе были распространены по крайней мере до IV века до н. э. Сыма Цянь рассказывает, что Цзе был среди тех, кто следовал за принцем на протяжении всех лет его изгнания, но, приписывая Небесам готовность царства Цинь дать власть Чунъэру вместо герцога Юя, он отказался предстать перед судом за наградой и оскорбил тех, кто это сделал. Он и его мать ушли, чтобы стать отшельниками в лесах вокруг горы Мянь, и больше их никто не видел. В это время Чунъэр был отвлечён хаосом своего принятия власти, поскольку партизаны Юя начали беспорядки и даже сожгли герцогский дворец. В конце концов ему напомнило о Цзе стихотворение о драконе и нескольких змеях, которое было размещено на главных воротах его нового дворца; не в силах найти или наградить его, он выделил поля Мяньшана, чтобы принести жертвы в его честь. Позже он превратился в храм, и Цзе стал считаться даосским бессмертным с властью над погодой в начале династии Хань.
Более поздние легенды приукрасили эту историю: после того, как свита изгнанников была ограблена бандитами во время путешествия по сельской местности Китая, у них так мало еды, что Чунъэру грозила голодная смерть. Цзе приготовил ему сытный суп из мяса и диких трав, который оживил его, и в ходе допроса выяснилось, что для его приготовления он использовал мясо собственного бедра. После восстановления принца в Цзинь он объявил, что «награды могут быть разделены на три степени: награда первой степени вручается тем, [кто] последовал за мной в изгнание; награда второй степени вручается тем, кто пожертвовал деньги; и третья награда присуждается тем, кто приветствовал возвращение моего герцогства», и что даже «те, кто поддержал меня другими способами, но ещё не был награждён, могут сообщать о своих именах для награждения». Цзе, однако, не заметили, и ему стало так грустно, что он удалился в сельскую местность, неся на спине свою мать. Вспоминая своего верного последователя месяцы или годы спустя, Чунъэр лично бродил по лесам и горным хребтам в их поисках. Его новые советники предложили использовать лесной пожар, чтобы изгнать Цзе, поскольку его долг перед матерью пересилит любые другие опасения. Огонь начался с одной или с трёх сторон, и люди ждали на открытом конце, чтобы поприветствовать чиновника, вернувшегося на государственную службу. Вместо этого огонь бушевал три дня и ночи, а мать и сын были найдены сожжёнными под ивой. В своей печали и чувстве вины Чунъэр переименовал гору в честь Цзе. (Окружающая территория также позже получила название Цзесю или [Место] [Последнего] упокоения Цзе.) Он также приказал ввести период запрета на огонь в честь Цзе, заставив людей есть холодную пищу в течение трёх дней вокруг Цинмина (это солнечный термин).
На самом деле Праздник холодной пищи не засвидетельствован до династии Хань и начинался как месячное народное празднование, призванное успокоить дух Цзе в разгар зимы. Трудности, которые это вызывало, включая смерть младенцев и пожилых людей, приводили к тому, что его неоднократно запрещали на протяжении столетий. По правилам удалось перенести Праздник на конец весны (по китайским меркам), но он никогда не угасал в Шаньси и распространился по всему Китаю при династиях Суй и Тан. Аспекты почитания предков, добавленные к нему из старого Двойного Третьего Фестиваля, в конечном итоге затмили истории Чунъэра и Цзе Чжитуя, однако вместо этого он превратился в современный Фестиваль подметания могил.

## Потомство
Хуан (驩). Родился от Би Цзи (逼姞). Он сменил своего отца и был известен как Сян-гун. Его считали хорошим преемником, поскольку он победил Цинь и Ди, но умер слишком рано в 621 году до н. э. Его сын стал Лин-гуном, а Дао-гун был внуком его другого сына по имени Цзе.
Бо Цзи (伯姬). Также родился от Би Цзи (逼 姞). Она была замужем за Чжао Цуем (趙衰) и получила высокую оценку за то, что вернула право быть женой первой жене Шу Вэй (叔隗), тем самым сделав себя наложницей. Она родила троих сыновей по имени Чжао Инци (趙嬰齊), Чжао Тун (趙同) и Чжао Ко (趙括). Также известна как Чжао Цзи (趙姬) и Цзюньцзиши.
Юн (雍). Родился от Ду Ци (杜祁). Первоначально его отправили в царство Цинь в качестве его министра, чтобы избежать вероятного конфликта между его братьями. Когда цзиньский Сян-гун умер, Чжао Дунь решил позволить Юну унаследовать трон, поскольку он был старше и имел хорошую репутацию. Поэтому Юн возвращался в Цинь под охраной циньских войск. Однако, когда Юн и войска Цинь были на границе, Дунь передумал: дал Игао (夷 皋) титул цзиньского Лин-гуна и атаковал циньские войска. Юн был убит в результате атаки цзиньских войск.
Лэ (Юэ?) (樂). Родился от Чэнь Ина (辰嬴) из царства Цинь. Первоначально его отправили в царство Чэнь, чтобы избежать возможного конфликта между его братьями. Когда Сян-гун умер, другой знатный министр, Ху Шэгу (狐射姑), хотел сделать Лэ герцогом и тайно вытащил его из Чэня. Однако по дороге он попал в засаду и был убит группой Гунсуня Чуцзю, который был одним из людей Чжао Дуня.
Хэйтунь (黑臀). Родился от Чжоу Нюя (周女). Первоначально его отправили в Чжоу. Когда Лин-гун был убит, он унаследовал трон и стал цзиньским Чэн-гуном. Он умер в 600 году до н. э.

## Семья
- Отец: Сянь-гун[англ.]
- Мачеха: Ли Цзи[англ.]
- Брат: Шэньшэн[англ.], наследный герцог Цзинь / Сици[англ.], герцог Цзинь / Хуэй-гун (Цзинь)[англ.]
- Племянник: Хуай-гун[англ.]

## Наследие
Военные и гражданские реформы Вэнь-гуна создали основу правления, которая помогла обеспечить стабильность и превосходство Цзинь на последующие десятилетия. Однако в то же время он заложил основу для политической ситуации в последние годы правления Цзинь, когда несколько дворянских домов стали доминировать в герцогском дворе. Дома царств Вэй и Чжао, например, были объединены своими военными назначениями при дворе Вэнь-гуна, что заложило основу для их возможного господства и раздела царства Цзинь два с половиной века спустя.
Гонконгская телекомпания TVB сняла телесериал о Вэнь-гуне в начале 1990-х годов под названием «Легенда о герцоге Вэне» (晉文公傳奇) с участием Леона Лая. Сериал был полувымышленным, во многих эпизодах были сцены уся («кунг-фу»). Другие инсценировки его жизни включают китайский сериал 2011 года «Песнь весны и осени», в котором герцога играет Галлен Ло.
В 2019 году вышел китайский исторический романтический комедийный телесериал под названием «Проповедь Чун Эра», поставленный Лай Шуйцином и Чжао Цзянем с артистами Ваном Лунхуа, Бэби Чжаном, Чжаном Ишанем, Мадиной Мемет, Пурбой Ргьялом, Шэнь Мэнчэнь и Гань Тинтин. Он производится совместно «Корпорацией Китайской киногруппы», «Глобал Хао Сян Телевижн Медиа» и «Шэньчжэнь Юйцун Калчерел Медиа Компани». Телесериал рассказывает историю цзиньского Вэнь-гуна от изгнания до восхождения на трон и начала царствования.

### Цитаты
1. ↑  Legge, 1872, pp. 191–2
2. ↑  Hawkes, 1959, "Embittered Thoughts" (怨思, Yuàn Sī), "Grieving at the Eddying Wind" (悲回風, Bēi Huífēng), & "Lament for the Worthy" (惜賢, Xī Xián).
3. ↑  Sukhu, 2017, "Alas for the Days Gone By" (昔往日, Xī Wǎngrì).
4. ↑  Lü Buwei & al., An Account of Jie, Master Lü's Spring & Autumn Annals [《呂氏春秋》, Lǚshì Chūnqiū], Архивировано 10 июня 2013, Дата обращения: 17 июня 2023.  (кит.)
5. ↑  Knoblock & al., 2000, pp. 263–4
6. ↑  Liao, 1959, Bk. VIII, Ch. xxvii.
7. ↑  Legge & al., 1891, Bk. XXIX, §10.
8. ↑  Apart from the other sources mentioned, Jie appears in the Zuozhuan[1], the Huainanzi, the Songs of Chu[англ.][2][3], Master Lu's Spring and Autumn Annals[4][5], and the collected works of Han Fei[6] and Zhuang Zhou[7].
9. ↑  Sima Qian & al., The Dynasty of Jin, Records of the Grand Historian [《史記》, Shǐjì], vol. 39.  (кит.).
10. ↑  Nienhauser & al., 2006, pp. 331–5
11. ↑  Pseudo-Liu Xiang (ed.), Jiezi Tui, Collected Biographies of the Immortals [《列仙傳》, Lièxiān Zhuàn], Архивировано 5 апреля 2023, Дата обращения: 17 июня 2023.  (кит.)
12. 1 2 3  Bardeen, 2016.
13. 1 2 3 4 5  Lan & al., 1996.
14. ↑  Ning, 2007.
15. ↑  Бардин, 2016.
16. 1 2  Huang & al., 2016, p. 82–3
17. ↑  Pokora, 1975, pp. 122 & 136–7.
18. ↑  Holzman, 1986, pp. 52–5.
19. ↑  Holzman, 1986, pp. 54–9.
20. ↑  Qimin Yaoshu (кит.), vol. 9, §521
21. ↑  Holzman, 1986, p. 60.
22. ↑  Chapman, 2014, p. 484
23. ↑  《重耳传》骊姬剧照曝光 麦迪娜一袭红衣貌美倾城 163.com (in Chinese). 2017-08-31.